# Карагандинский завод асбестоцементных изделий
АО «Караганди́нский завод асбестоцементных изделий» (каз. Қарағанды асбест-цемент бұйымдары зауыты, ранее Карагандинский завод асбестоцементных изделий имени 60-летия СССР) — ныне не функционирующее предприятие-производитель строительных материалов Казахстана. Офис и основные производственные мощности были расположены в посёлке Актау Темиртауской городской администрации, Карагандинская область, а также в Акмолинской области и Киргизии. Во времена СССР, Карагандинский завод — один из трёх существовавших в республике, наряду с Чимкентским и Семипалатинским, производителей асбестоцементных изделий. Согласно данным рейтингового агентства «Эксперт РА Казахстан» АО КЗАЦИ на 2010 год занимала 100-е место в списке крупнейших компаний Казахстана. В настоящее время предприятие законсервировано в ожидании нового инвестора.

## История

### СССР
Карагандинский завод асбестоцементных изделий Министерства строительных материалов Казахской ССР был введён в эксплуатацию в 1959 году, первый год семилетки. Выпускал продукцию девяти наименований первой категории качества — шифер, асбоцементные трубы и прочее, поставлявшиеся во все регионы Казахстана, а также в Киргизскую ССР и Узбекскую ССР, Челябинскую и Саратовскую области РСФСР. Позже трём видам продукции был присвоен государственный знак качества СССР.
В 1972 году на заводе были модернизированы трубоформовочные машины, а в 1981 заготовительное отделение шиферного цеха. В том же году заводу присвоено звание «Образцовое предприятие Министерства промышленности строительных материалов СССР». В 1982 году КЗАЦИ присвоено имя 60-летия СССР.

### После 1991
После распада СССР в 1993 году вошёл в состав Государственной холдинговой компании «Курылысматериалдары» (рус. Строительные материалы), куда вошли также актауские ПО «Карагандацемент» и «Актауцемремонт».
С 1996 по 1999 годы завод фактически не функционировал.
В 2000-м на базе предприятия было создано ТОО «КЗАЦИ».
В январе 2009 года компанией было приобретёно 83,17 % простых акций ОАО «Курментыцемент» (с. Ак-Булак Иссык-Кульской области Киргизии). Акционером планировалось провести модернизацию завода и увеличить мощность предприятия для возможности реализации цемента как на местном рынке, так и в южном регионе Казахстана. Однако новый владелец начал судебные тяжбы с прежними хозяевами из-за кредитных долгов предприятия.
В 2009 году компанией было приобретено 100 % акций казахстанского производителя железобетонных изделий ТОО МЖТС (Кокшетау), ранее находившиеся в доверительном управлении АО «КЗАЦИ».
В 2011 году в отношении генерального директора компании Ерика Жаркимбекова было выдвинуто обвинение в незаконном получении и нецелевом использовании кредита. Жаркимбеков, в бытность главой АО «КЗАЦИ», для модернизации и развития завода открыл в казахстанском банке три кредитные линии. Сумма полученного кредита составляла около 2 млрд тенге. 26 декабря 2011 года суд района имени Казыбек би города Караганды освободил Е. Жаркимбекова с формулировкой «…в связи с истечением срока давности…».

## Деятельность
В 2007 году предприятием планировалось освоить выпуск облицовочного кирпича и изделий из гранита. Также планировалось перейти на производство изделий из асбеста на более безопасный в экологическом плане волластонит. На Спасском месторождении добывалась мраморная крошка.

### Продукция
- шифер СВ-40-1750
- шифер плоский
- асбестоцементные трубы
- железобетонные плиты
- шлакоблочные изделия

Продукция предприятия поставлялась в регионы Казахстана, в Узбекистан и Таджикистан.